# Estación de Deux-Jumeaux
La estación de Deux-Jumeux, anteriormente llamada Hendaya-Playa, es una de las dos estaciones ferroviaria que posee la ciudad francesa de Hendaya ciudad fronteriza entre Francia y España. Por ella circulan tanto trenes de grandes líneas como regionales. 

## Historia
La estación fue inaugurada en 1926.

## Descripción
Ofrece un diseño peculiar basándose en el de un caserío vasco donde se aprecia la gran estructura de madera que sostiene el conjunto tanto en la fachada principal como en los andenes. 
Dispone de dos andenes laterales ligeramente curvados y de dos vías.

## Servicios ferroviarios

### Grandes Líneas
A través de sus Lunéas, la SNCF recorre: 
- Línea Irún ↔ París.

### Regionales
Los siguientes trenes regionales circulan por la estación:
- Línea Hendaya ↔ Burdeos.